# Kärbu
Kärbu je vesnice v estonském kraji Pärnumaa, samosprávně patřící pod statutární město Pärnu.
Do západní části katastru vesnice zasahuje území přírodní rezervace Nätsi-Võlla, začleněné též do mezinárodní soustavy Natura 2000.